# Team Illuminate (Femenino)
El Team Illuminate (código UCI: ILU) es un equipo ciclista femenino de Estados Unidos de categoría UCI Women's Team, máxima categoría femenina del ciclismo en ruta a nivel mundial.

## Material ciclista
El equipo utiliza bicicletas Specialized y componentes Shimano.

## Clasificaciones UCI
Las clasificaciones del equipo y de su ciclista más destacado son las siguientes:
| Temporada | Clasificación por equipos | Mejor corredor           | Posición                 |
| 2017      | 42.º                      | Ninguna corredora puntuó | Ninguna corredora puntuó |
| 2018      |                           |                          |                          |

## Palmarés
Para años anteriores véase: Palmarés del Team Illuminate.

### Palmarés 2022

#### UCI WorldTour
| Fechas | Carreras | Ganadora |
|        |          |          |

#### Calendari UCI Femenino
| Fechas | Carreras | Ganadora |
|        |          |          |

#### Campeonatos nacionales
| Fechas        | Carreras                               | Ganadora      |
| 24 de junio   | Campeonato de Japón Contrarreloj (CRI) | Shoko Kashiki |
| 23 de octubre | Campeonato de Japón en Ruta            | Shoko Kashiki |

## Plantillas
Para años anteriores, véase Plantillas del Team Illuminate

### Plantilla 2022
| Integrantes del equipo 2022        | Integrantes del equipo 2022 | Integrantes del equipo 2022    | Integrantes del equipo 2022 |
| Corredor                           | Fecha de nacimiento         | Equipo previo                  |                             |
| ---------------------------------- | --------------------------- | ------------------------------ | --------------------------- |
| Daniela Atehortua                  | 30 de marzo de 1999         |                                |                             |
| Shani Berger                       | 18 de abril de 2001         |                                |                             |
| Sydney Berry                       | 21 de septiembre de 1999    |                                |                             |
| Kulacha Chairin                    | 16 de noviembre de 1988     |                                |                             |
| Annick Chalier                     | 11 de agosto de 1978        |                                |                             |
| Shoko Kashiki                      | 9 de noviembre de 1993      |                                |                             |
| Starla Teddergreen                 | 11 de diciembre de 1979     | Hagens Berman-Supermint (2019) |                             |
| Laura Toconas (8 de ago–31 de dic) | 30 de enero de 2001         | Colnago CM Team (2021)         |                             |
| Fabiola Rueda                      | 14 de agosto de 1987        |                                |                             |
|                                    |                             |                                |                             |
| Fuente: UCI                        |                             |                                |                             |